# Masaiti (Sambia)
Masaiti ist eine Stadt in der Provinz Copperbelt in Sambia am Fluss Kafubu. Sie liegt an der Straße nach Mpongwe 40 Kilometer südlich von Luanshya auf etwa 1200 Meter Höhe über dem Meeresspiegel. Masaiti ist Sitz der Verwaltung des gleichnamigen Distrikts.

## Infrastruktur
Masaiti hat eine Grundschule. Es gibt ein Krankenhaus und eine ungeteerte, 1000 Meter lange Flugpiste.

## Soziales
Der ehemalige Präsident Levy Mwanawasa besaß in Masaiti die Teke Farm, auf der er im Jahr 2006 200 Hektar Mais anbaute und einen Ertrag von 450 t erzielte, 10 Hektar Bananen, was er auf 40 Hektar erweitern will, fünf Hektar Soya, fünf Hektar Zwiebeln und einen halben Hektar Bohnen.